# 廢車浪漫大活劇
《廢車浪漫大活劇》是Irem於2005年6月30日發布的PlayStation 2平台動作冒險遊戲。

## 遊戲玩法
玩家能自由設定主角服飾。主角的身體、身上的食物、人們的生活會隨時間變化等細節讓玩家更能投入遊戲。
本作的其中一個主要元素，除了樂團演奏，主角隨故事獲得各種道具樂器後都能在特定地方演奏，甚至會得途人打賞。

## 故事
背景近似工業革命時期的歐洲，在汽車開始普及的時候，多出了名為「Bumpy Trot」的機械人。在崎嶇的道路上行進並且有兩條手臂，在農業、交通和土木工程等各種任務中比汽車更方便。然而，工業發展速度比人們的適應速度更快。不少人因為機器的出現而失業，有的人在機器的幫助下繼續生活，有的人因為生活便利而丟掉了重要東西。
失去記憶的少年在海邊暈倒，遇上擔任樂團主唱的少女康妮﹙コリアンダー﹚。後來兩人被困海邊，在少女幫助下主角駕駛拾來的機械人離開。在幫助康妮的同時，主角成為了樂團成員，與她的同伴合作並與那些曾經認識自己的人。與此同時，工業革命期間的世界產生了各種問題並變得混亂。
故事中無論是主線還是次線，主題都是以機器和工業發展是否真能帶來幸福為主。

### 角色
- 主角﹙默認名字バニラビーンズ，玩家可自由變更；日文配音：川島章吾，英文配音：Spike Spencer﹚[1] － 故事主角，失去記憶的少年於海灘與康妮相遇。
- 康妮﹙コリアンダー；日文配音：熊坂明子，英文配音：Garland Globetrotters﹚ － 女主角，樂團主唱。在為臥病在床的母親採藥時在海灘和主角第一次相遇。表面上是一個典型的開朗女孩，但其實為了掩蓋過去的悲傷。
- 蒲公英（ダンディリオン；日文配音：渡邊正幸，英文配音：尤里·洛文塔爾）[2] － 樂團的前任領隊，負責小提琴。幾年前在一次事故中失去了他的兄弟Chickory後辭去領隊一職，目前在樹林裡的一家小商店裡製作樂器。表面似乎已放下傷痛。
- 長老﹙エルダー﹚ － 外號「白色惡魔」，現任鬥技場冠軍的幪面人。因為實力太強，甚至有人認為他不是人。

## 營銷
2005年9月，“Bumpy Trot Poncotsu Radio”在互聯網廣播站 JAM STATION 上發布。川島章吾飾演主角，熊坂明子飾演康妮，配音演員和Irem工作人員作為嘉賓，發表正在開發的劇集等主題。

## 外部連結
- 莫比游戏上的《廢車浪漫大活劇》（英文）
- 官方网站 （韓語）